# Voitto Kolho
Voitto Valdemar Kolho (* 6. Februar 1885 in Keuruu als Voitto Saxberg; † 4. Oktober 1963 in Helsinki) war ein finnischer Sportschütze.

## Leben

### Sportschütze
Voitto Kolho nahm an vier Olympischen Spielen teil. 1908 in London und 1912 in Stockholm trat er jeweils mit dem Freien Gewehr im Dreistellungskampf sowohl im Einzel- als auch im Mannschaftswettbewerb an, erreichte aber nur Platzierungen im Mittelfeld.
Bei den Olympischen Spielen 1920 in Antwerpen gewann er in der Liegend-Position mit dem Armeegewehr im Mannschaftswettbewerb an der Seite von Kaarlo Lappalainen, Veli Nieminen, Vilho Vauhkonen und Magnus Wegelius die Bronzemedaille. Im Dreistellungskampf mit dem Freien Gewehr verpasste er dagegen als Vierter mit der Mannschaft einen Medaillengewinn. In weiteren vier Disziplinen gelang Kolho eine Top-Ten-Platzierung.
1924 blieb Kolho ohne Medaillengewinn, mit dem Freien Gewehr erzielte er mit dem fünften Rang in der Mannschaftskonkurrenz sein bestes Ergebnis.
Seine Brüder Lauri und Yrjö Kolho waren ebenfalls olympische Sportschützen.

### Beruf
Voitto Kolho schloss 1912 ein Maschinenbaustudium an der Technischen Universität Helsinki ab und arbeitete im Anschluss als Ingenieur unter anderem bei einer Werft, einer Zellstofffabrik und in der Holzindustrie. Ab 1926 arbeitete er für Enso und wurde 1935 in den Vorstand der Enso-Gutzeit Gruppe berufen. 1950 ging er in den Ruhestand. Im Jahr zuvor hatte er einen Ehrendoktor von der Technischen Universität Helsinki erhalten.

### Experte für Violinen
Kolho war ein Experte für klassische Violinen. Er besaß eine eigene Sammlung, die eine Stradivari und eine Guarneri umfasste, und gehörte zu den Gründungsmitgliedern der Violin Makers Association, deren Präsident er zu einem späteren Zeitpunkt wurde.